# 渡辺裕明
渡辺 裕明（わたなべ ひろあき、1956年12月22日 - ）は、日本の実業家。B-R サーティワン アイスクリーム株式会社代表取締役社長、日本フランチャイズチェーン協会会長。

## 人物・経歴
東京都出身。1980年立教大学経済学部卒業、山一証券入社。1985年ビー・アールジャパン（現B-R サーティワン アイスクリーム）入社。営業管理部マネージャー等を経て、2003年執行役員社長室長。2007年常務執行役員管理本部長。2009年取締役管理本部長兼経営企画室長。2011年常務取締役管理本部長。2013年から代表取締役社長。不二家からの社長ではなく生え抜きの社長で、フレーバーの開発強化などを進めた。2019年日本フランチャイズチェーン協会会長。